# Горений (Горяний) Степан Артемович
Степан Артемович Горений (Горяний) (нар. 1900, місто Миколаїв, тепер Миколаївської області — розстріляний 25 жовтня 1937) — український радянський діяч, 1-й секретар Могилів-Подільського окружкому КП(б)У Вінницької області; голова Вінницького облвиконкому. Кандидат у члени ЦК КП(б)У в червні — серпні 1937 р. Член ЦК КП(б)У в серпні — вересні 1937 р.

## Біографія
Член РКП(б) з 1919 року.
До 1937 року — 1-й секретар Ямпільського районного комітету КП(б)У Вінницької області.
У 1937 році — голова виконавчого комітету Вінницької обласної ради.
У 1937 — вересні 1937 року — 1-й секретар Могилів-Подільського окружного комітету КП(б)У Вінницької області.
26 вересня 1937 року заарештований органами НКВС. 24 жовтня 1937 року засуджений до вищої міри покарання, розстріляний. Посмертно реабілітований 24 жовтня 1957 року.

## Нагороди
- орден Трудового Червоного Прапора (1.08.1936)